# Arthur Aikin

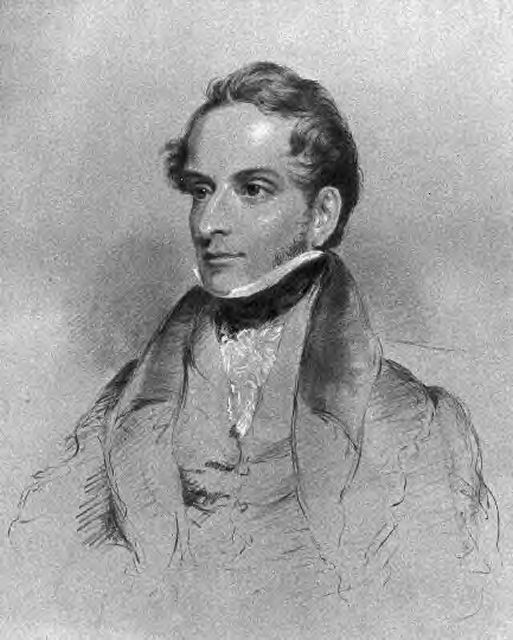
Arthur Aikin

Arthur Aikin (19. květen 1773 Warrington, Anglie – 15. duben 1854 Londýn) byl anglický chemik, geolog a vědecký spisovatel.

## Publikace
- Journal of a Tour through North Wales and Part of Shropshire with Observations in Mineralogy and Other Branches of Natural History (London, 1797)
- A Manual of Mineralogy (1814; ed. 2, 1815)
- A Dictionary of Chemistry and Mineralogy (with his brother C. R. Aikin), 2 vols. (London, 1807, 1814).